# Diocèse de Winona-Rochester
Le diocèse de Winona-Rochester (en latin : dioecesis Winonensis-Roffensis ; en anglais : Diocese of Winona-Rochester) est une église particulière de l'Église catholique aux États-Unis.

## Territoire
Le diocèse de Winona-Rochester comprend les 20 comtés suivants : Blue Earth, Cottonwood, Dodge, Faribault, Fillmore, Freeborn, Houston, Jackson, Martin, Mower, Murray, Nobles, Olmsted, Pipestone, Rock, Steele, Wabasha, Waseca, Watonwan et Winona.
Dans le Minnesota, le diocèse est bordé au nord par l'archidiocèse de Saint Paul et Minneapolis et le diocèse de New Ulm.

## Histoire
Le diocèse de Winona est érigé le 26 novembre 1889, par détachement de celui de Saint Paul. Il est renommé diocèse de Winona-Rochester en mars 2018.
Les Sœurs de Saint François de Rochester, fondées en 1877, sont originaires du diocèse.

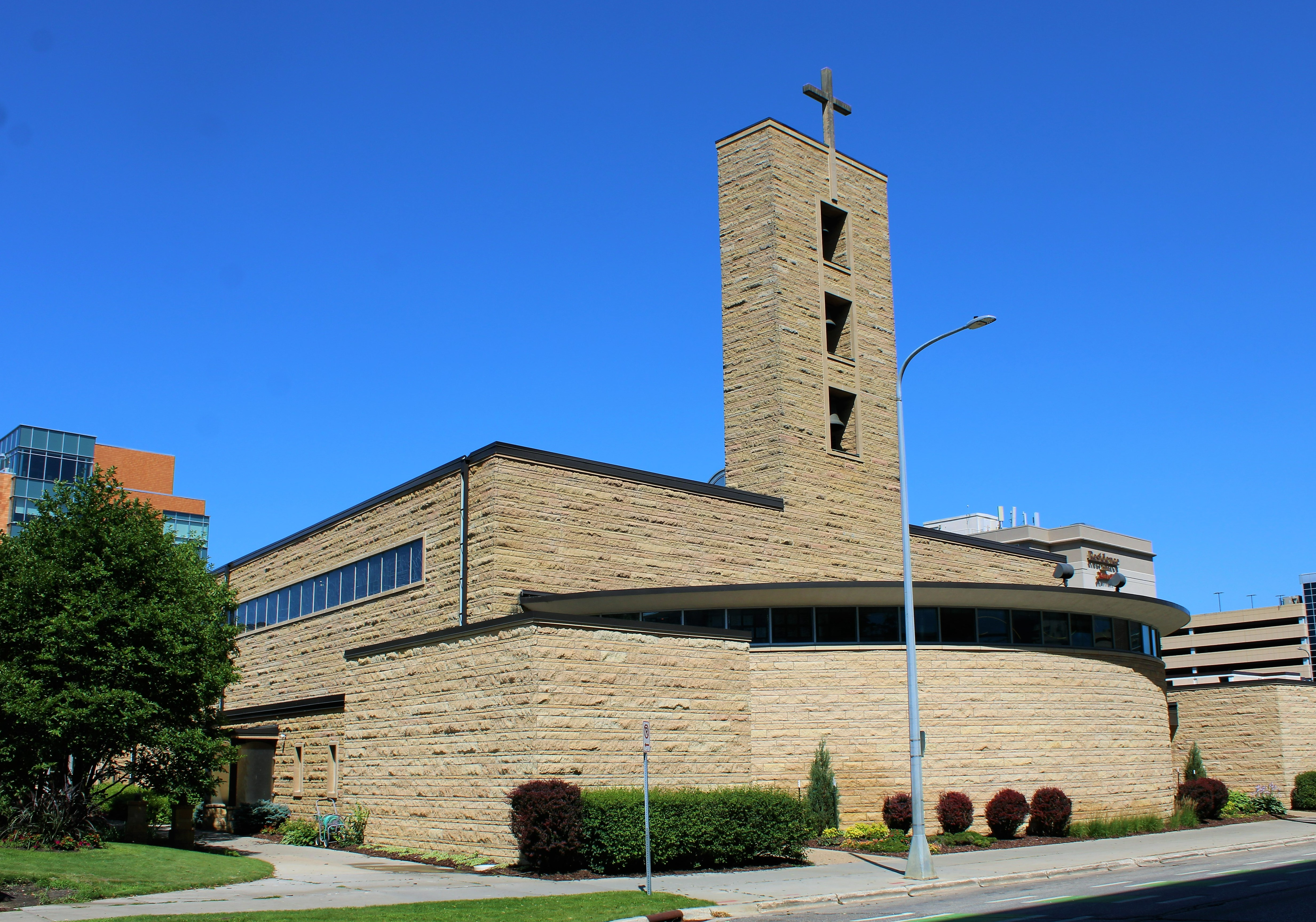
Co-cathédrale de Saint-Jean l'Évangéliste de Rochester.

## Évêques
- 15 novembre 1889 - † 28 juin 1909 : Joseph Cotter (Joseph Bernard Cotter)
- 4 mars 1910 - † 23 novembre 1927 : Patrick Heffron (Patrick Richard Heffron)
- 10 février 1928 - 17 octobre 1949 : Francis Kelly (Francis Martin Kelly)
- 20 octobre 1949 - 8 janvier 1969 : Edward Fitzgerald (Edward Aloysius Fitzgerald)
- 8 janvier 1969 - 14 octobre 1986 : Loras Watters (Loras Joseph Watters)
- 19 mai 1987 - 28 octobre 1997 : John Ier Vlazny (John George Vlazny)
- 28 octobre 1997 - 4 novembre 1998 : siège vacant
- 4 novembre 1998 - 7 mai 2009 : Bernard Harrington (Bernard Joseph Harrington)
- 7 mai 2009 - 2 juin 2022 : John Michael Quinn
- depuis le 2 juin 2022 : Robert Barron